# Advanced Dungeons & Dragons: Pool of Radiance
Advanced Dungeons & Dragons: Pool of Radiance es un videojuego de rol lanzado en 1988, que supuso la primera adaptación del sistema de juego Advanced Dungeons & Dragons para ordenador. Fue adaptado al Famicom (versión japonesa del NES) en 1991 y para el NES en 1990. Utilizó el motor Gold Box introducido por su versión de 1988 y luego mejorado en Forgotten Realms: Unlimited Adventures. El juego (y el motor) presenta dos modos diferentes: perspectiva en primera persona para interacciones y exploración de PNJ y una visualización de combate basada más en el tablero de estrategia, donde los personajes y los enemigos están representados por iconos pequeños. El combate está basado en turnos y requiere maniobración cerrada para el enemigo por ataques de rango cerrado.

## Escenario
El juego toma lugar en el famoso escenario de Reinos Olvidados con la mayoría de las acciones que tienen lugar dentro o alrededor de la ciudad de Phlan, localizada en la región de Moonsea. En el transcurso del juego el grupo dejará Phlan y tendrá la oportunidad de visitar distintos entornos: una pirámide, un cementerio, una cueva Kobold, un castillo abandonado tomado por hombres lagarto, un asentamiento nómada, los barrios bajos de Phlan, un campamento de esclavos, Zhentil Keep, y por último, la fortaleza de Tyranthraxus.